# 佳寧娜廣場
佳寧娜廣場是香港上市公司佳寧娜控股在深圳市羅湖、湖南益陽市投資的廣場、住宅丶寫字樓綜合品牌，並且廣場具有娛樂、餐飲、購物、金融等功能，在一些城市為旅遊勝地，佳寧娜控股所投資的廣場的市場範圍為中國大陸地區，沒有發展到香港、澳門和台灣地區。

## 佳寧娜廣場品牌
- 深圳佳寧娜時尚購物廣場
- 益陽佳寧娜廣場
- 深圳佳寧娜友誼廣場
- 深圳佳寧娜珠寶廣場

## 外部連結
- 佳寧娜控股 （页面存档备份，存于）

1. ↑  佳寧娜友誼廣場